# ささきふさ
ささき ふさ（1897年12月6日 - 1949年10月4日）は、日本の小説家。本名：佐佐木房子。

## 来歴

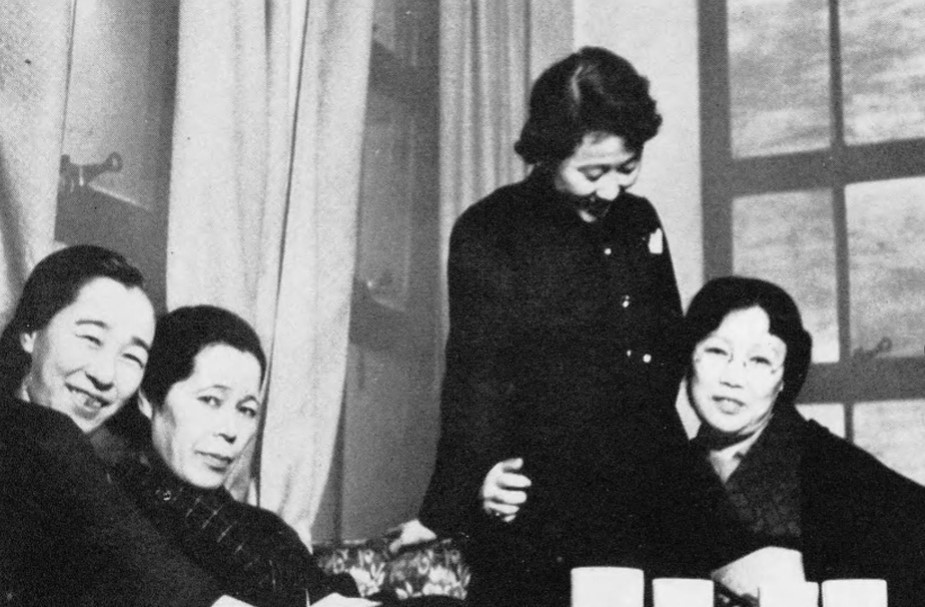
左から、美川きよ、深尾須磨子、ささきふさ、田村俊子。1937年頃撮影。

東京市芝区出身。父親の長岡安平は東京市公園課に勤める造園技師だった。11歳のときに横浜市の弁護士の大橋清蔵の養女となった。1912年、横浜指路教会で受洗。青山女学院在学中に日本基督教婦人矯風会に加わる。1919年、青山女学院英文科を卒業。ガントレット恒子の秘書を経て、同年、聖書を児童向けに書き下ろした『イスラエル物語』を出版した。
1923年、第9回万国婦人参政権大会出席のため渡欧。断髪洋装で渡欧経験もあるモダンガールとして知られた。『葡萄の花』『断髪』を大橋房の名で出版した。結婚前は山田耕筰との恋仲が噂された。
1925年、芥川龍之介の媒酌で佐佐木茂索と結婚した。夫の影響で将棋を覚え、没後6段の免状を受けた茂索よりも早く詰将棋を解いたこともあった。
1928年、月刊誌『女人藝術』に参加。1930年、短編集『豹の部屋』を刊行。新興芸術派の作家として知られるようになる。1943年、伊東市へ疎開。
戦後『おばあさん』『ゆがんだ格子』などを発表。1949年10月4日、死去。51歳没。